# Linda Barnes
Linda Barnes (* 6. Juni 1949 in Detroit, Michigan, USA) ist eine US-amerikanische Krimi-Schriftstellerin.

## Leben
Sie studierte in Boston Englisch und Schauspiel und arbeitete danach als Schauspiellehrerin und Regisseurin. Zuerst schrieb sie – mit großem Erfolg – Theaterstücke, dann (1981) veröffentlichte sie ihren ersten Kriminalroman. In ihren ersten vier Romanen war es noch der Weingutbesitzer und Schauspieler Michael Spraggue, der in Kriminalfälle verwickelt wird.
Doch 1985 beschloss sie, eine professionelle Ermittlerin einzuführen. In der Kurzgeschichte "Der Glücksbringer" (Lucky Penny) hatte Privatdetektivin Carlotta Carlyle ihren ersten Auftritt, der auch gleich einen Literaturpreis gewann. Von 1987 bis heute hat die selbstbewusste, großgewachsene rothaarige Ermittlerin aus Boston mit ihrem Kater T.C. Carlyle zwölf Abenteuer in voller Länge bestanden.

## Werke
Michael-Spraggue-Serie
- Blut will Blut (1982, Blood Will Have Blood)
- Früchte der Gier (1983 Bitter Finish)
- Marathon des Todes (1984, Dead Heat)
- Zum Dinner eine Leiche (1986, Cities of the Dead)

Carlotta-Carlyle-Serie
- Lucky Penny (1985) – Kurzgeschichte
- Carlotta steigt ein (1987, A Trouble of Fools)
- Carlotta fängt Schlangen (1989, The Snake Tattoo)
- Carlotta jagt den Coyoten (1990, Coyote)
- Carlotta spielt den Blues (1991, Steel Guitar)
- Ein Schnappschuss für Carlotta (1993, Snapshot)
- Carlotta geht ins Netz (1995, Hardware)
- Rückkehr aus dem Reich der Toten (1997, Cold Case)
- Flammen der Rache (1999, Flashpoint)
- Im Dunkel unter der Stadt (2001, The Big Dig)
- Deep Pockets (2004, noch nicht auf Deutsch erschienen)
- Heart of the world (2006, noch nicht auf Deutsch erschienen)
- Lie Down With The Devil (2008, noch nicht auf Deutsch erschienen)

außerdem
- The Perfect Ghost, 2013

## Auszeichnungen
- 1986 Anthony Award in der Kategorie Kurzgeschichte
- 1987 Edgar Award in der Kategorie Roman (Carlotta steigt ein)[1]